# Милош Јанковић
Милош Јанковић (Чачак, 28. јун 1994) је српски кошаркаш. Игра на позицијама крилног центра и центра. 

## Биографија
Јанковић је поникао у млађим категоријама Младости из Чачка, а у њиховом дресу је 2010. године и започео сениорску каријеру. У августу 2013. потписао је четворогодишњи уговор са Радничким из Крагујевца. Међутим, након само годину дана клуб је угашен, а Јанковића је у септембру 2014. ангажовала Варда из Вишеграда. У марту 2015. постаје члан ваљевског Металца и са њима остаје до фебруара 2016. када прелази у швајцарски САМ Масањо. У сезони 2016/17. поново је бранио боје Металца. У сезони 2017/18. поново је играо и за САМ Масањо. Дана 26. септембра 2018. године потписао је за Динамик. Играч Динамика је био до почетка априла 2019. када је прешао у швајцарски Веве. У августу 2019. прелази у швајцарски Монте.
Са јуниорском репрезентацијом Србије освојио је бронзу на Европском првенству 2012. године, као и сребро на Светском првенству годину дана касније.

## Успеси

### Репрезентативни
- Европско првенство до 18 година: 
  -  2012.
- Светско првенство до 19 година: 
  -  2013.